# Takamori Saigó
Takamori Saigó (Takanaga) (japonsky 西郷 隆盛 (隆永); 23. ledna 1828 – 24. září 1877 Kagošima) byl jeden z nejvlivnějších samurajů japonské historie žijící v pozdním období Edo a na počátku období Meidži. Někdy je nazýván posledním opravdovým samurajem. Narodil se jako Kokiči Saigó (japonsky 西郷 小吉), jméno Takamori obdržel až v dospělosti. Také psal poezii pod jménem Nanšú Saigó (japonsky 西郷 南洲). Jeho mladším bratrem byl velkoadmirál markýz Cugumiči Saigó.

## Život

### Mládí
Narodil se 7. prosince dle lunárního kalendáře 10. roku období Bunsei (23. ledna 1828) v knížectví Sacuma. Na počátku své kariéry sloužil jako nízký samurajský úředník. Roku 1854 doprovázel sacumského daimjó Nariakiru Šimazua do Eda, aby mu zde asistoval v prosazování politiky kóbu gattai, podporující usmíření a užší vazby mezi Tokugawským šógunátem a císařským dvorem. Nicméně tato činnost byla ukončena čistkou Ansei z dílny tairó Naosukeho Iiho, zaměřenou vůči protišógunským aktivitám, a náhlou smrtí Nariakiry Šimazua. Saigó se vrátil do Kagošimy, avšak byl zatčen a vypovězen na ostrov Amami Óšima. V roce 1861 se mohl vrátit, ale zanedlouho byl opět vypovězen novým sacumským daimjóem Hisamicuem Šimazuem, nyní na odlehlý ostrov Okinoerabudžima jižně od Amami Óšimy. Hisamicu nakonec Saiga omilostnil roku 1864 a poslal ho do Kjóta, kde měl prosazovat zájmy Sacumy u císařského dvora.

### Restaurace Meidži
Poté co převzal velení nad sacumskými jednotkami v Kjótu, rychle uzavřel spojenectví se samuraji z knížectví Aizu namířené proti konkurenčnímu knížectví Čóšú a zmařil jejich pokus obsadit Kjótský císařský palác. V srpnu 1864 byl jmenován jedním z velitelů trestné výpravy vyslané šógunem proti Čóšú, ale tajně s čóšúskými vůdci vedl jednání, která později vedla k vytvoření jejich spojenectví, aliance Sacuma-Čóšú. Když šógun v červnu 1866 vyslal druhou trestní výpravu, Sacuma již zůstala neutrální.
V listopadu 1867 rezignoval šógun Jošinobu Tokugawa a navrátil k moci císaře. Nicméně Saigó byl jedním z nejhlasitějších a nejúpornějších odpůrců vyjednaného řešení. Požadoval, aby byli Tokugawové zbaveni svých zemí a zvláštního postavení. Jeho nesmlouvavost byla jednou z hlavních příčin následující války Bošin. Během této války velel císařským jednotkám v bitvě u Toby a Fušimi a poté je vedl proti Edu, kde přijal kapitulaci zdejšího hradu z rukou Kaišúa Kacua.

### Byrokrat období Meidži

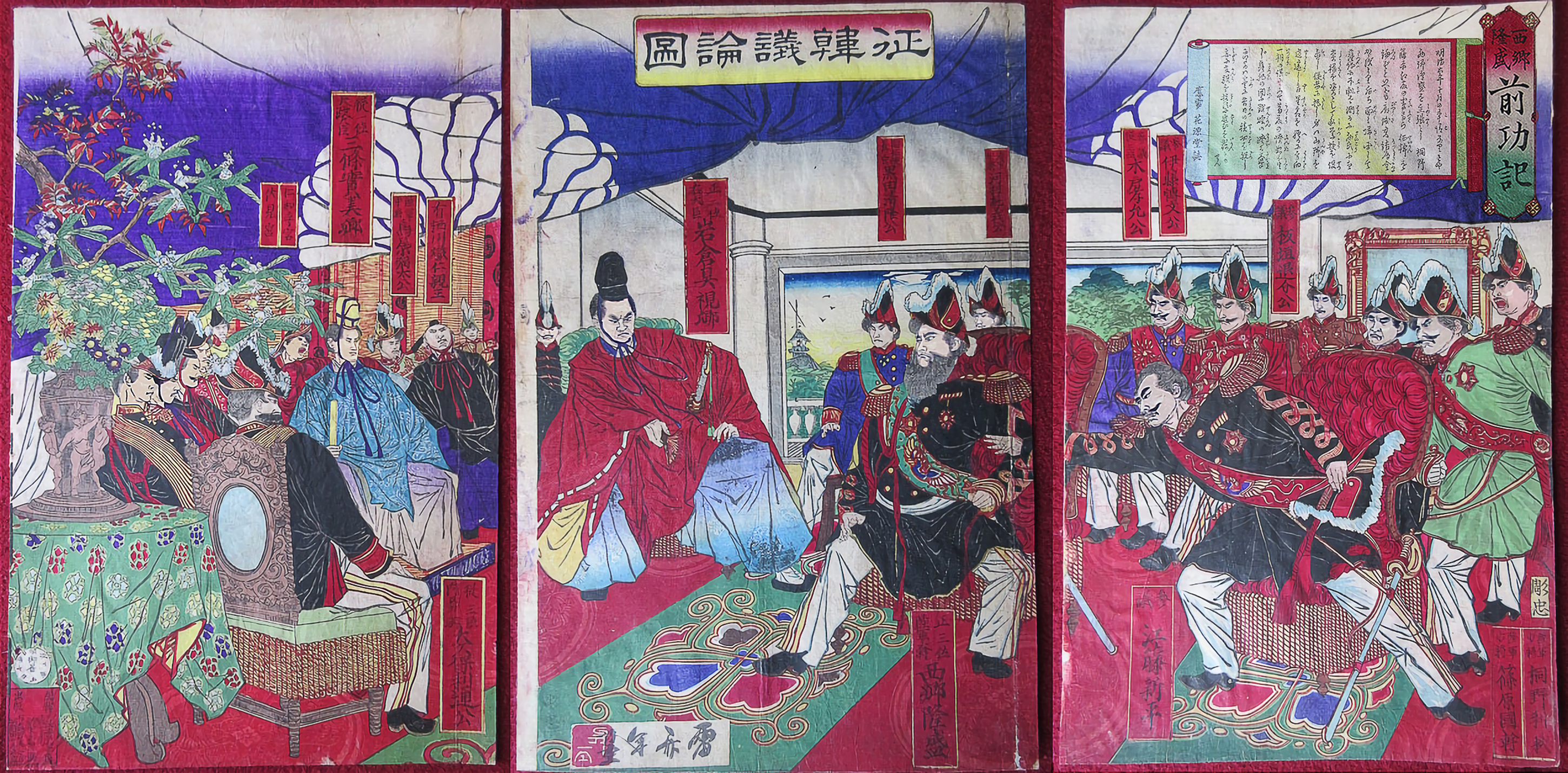
Debata Seikanron. Takamori Saigó sedí uprostřed. Dřevotisk z roku 1877.

Ačkoliv byli Tošimiči Ókubo a ostatní při ustavení nové vlády Meidži aktivnější a významnější, Saigó získal klíčovou roli a jeho spolupráce byla klíčová pro zrušení systému han a zavedení branné armády. Navzdory na jeho skromný původ byl roku 1871 pověřen správou vlády během Iwakurovy mise. Saigó původně nesouhlasil s modernizací Japonska a otevření jeho obchodu Západu. Proslul hlavně odporem k výstavbě železniční sítě a trval na tom, že peníze měly být raději použity na modernizaci armády.
Během debaty Seikanron také trval na tom, aby Japonsko vyhlásilo válku Koreji kvůli tomu, že Korea odmítla uznat legitimitu císaře Meidži jako hlavy státu, a kvůli urážlivému zacházení s japonskými vyslanci, kteří se pokoušeli zřídit obchodní a diplomatické vztahy mezi oběma zeměmi. Jednou dokonce navrhl, že by osobně navštívil Koreu a vyprovokoval casus belli tím, že by se choval tak nesnesitelně, až by Korejci byli nuceni ho zabít. Nicméně proti těmto plánům se postavili ostatní japonští představitelé, částečně z rozpočtových důvodů a také kvůli slabosti Japonska vůči západním státům, kterou si uvědomili během Iwakurovy mise. Saigó na protest rezignoval na všechny své funkce a vrátil se do své domovské Kagošimy, tak jako to udělala celá řada sacumských ex samurajů sloužících v armádních a policejních složkách.

### Sacumské povstání

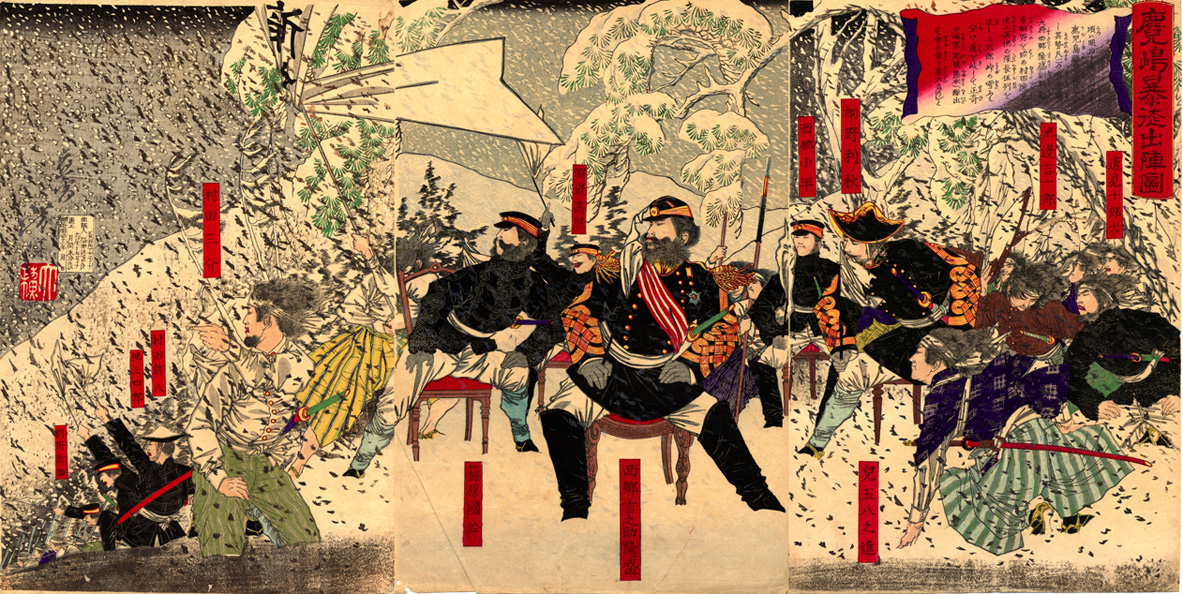
Saigó se připravuje na válku.

Krátce nato založil Saigó roku 1874 v Kagošimě soukromou akademii známou jako Šigakkó, v níž tyto muže zaměstnal. Založil zde rovněž dělostřeleckou školu. Obě školy a jejich pobočky cvičily své studenty v boji se zbraněmi a v bojové taktice. Navrátivší se samurajové posléze získali většinu v kagošimské vládě a do konce roku 1876 se Sacuma fakticky odtrhla od ústřední vlády. Tokijská vláda se obávala povstání dobře vycvičených a odhodlaných sacumských samurajů, a proto 30. ledna 1877 vyslala do Kagošimy válečnou loď, aby ze zbrojnice Somuta odvezla zbraně a munici, které tam byly uskladněny. V situaci, která byla již tak velmi napjatá kvůli zrušení samurajských dávek rýže počátkem roku, to vyvolalo otevřený konflikt. Značně ohromený a zdráhající se Saigó tak byl přinucen vzdát se svého života v ústraní a postavit se do čela povstání jako jeho vůdce v boji proti ústřední vládě.
Povstalci pod jeho vedením vybojovali dvě významné bitvy proti císařské armádě – obléhání hradu Kumamoto a bitvu u Tabaruzaky. Hrad Kumamoto vybudovaný v roce 1598 patřil k nejlépe opevněným hradům v Japonsku, ale Takamori Saigó byl zpočátku přesvědčen, že si jeho samurajové snadno poradí s málo zkušenými vojáky hradní posádky. Podcenil však jejich schopnosti ve spojení s obranným systémem hradu. Po dvou dnech bezvýsledných útoků oblehly sacumské síly 24. února hrad a pokusily se jeho posádku vyhladovět. Mezitím se císařské posily vyslané na pomoc obléhaným utkaly ve dnech 3.–20. března v zuřivé bitvě pod návrším Tabaruzaka s částí povstaleckého vojska a přinutily ho k ústupu. Císařská armáda poté postupovala na Kumamoto, kde se jí podařilo přimět nyní silně přečíslené samurajské síly, aby se po 53 dnech obléhání stáhly.
Zbytky povstaleckého vojska se posléze stáhly do Mijazaki a poté ke Kagošimě. Saigó cestou zanechával v kopcích četné skupiny samurajů, jejichž úkolem bylo vést s nepřítelem partyzánskou válku. Posledních 500 Saigóových bojovníků se 1. září zmocnilo hory Širojama, která se tyčí nad Kagošimou.

## Smrt

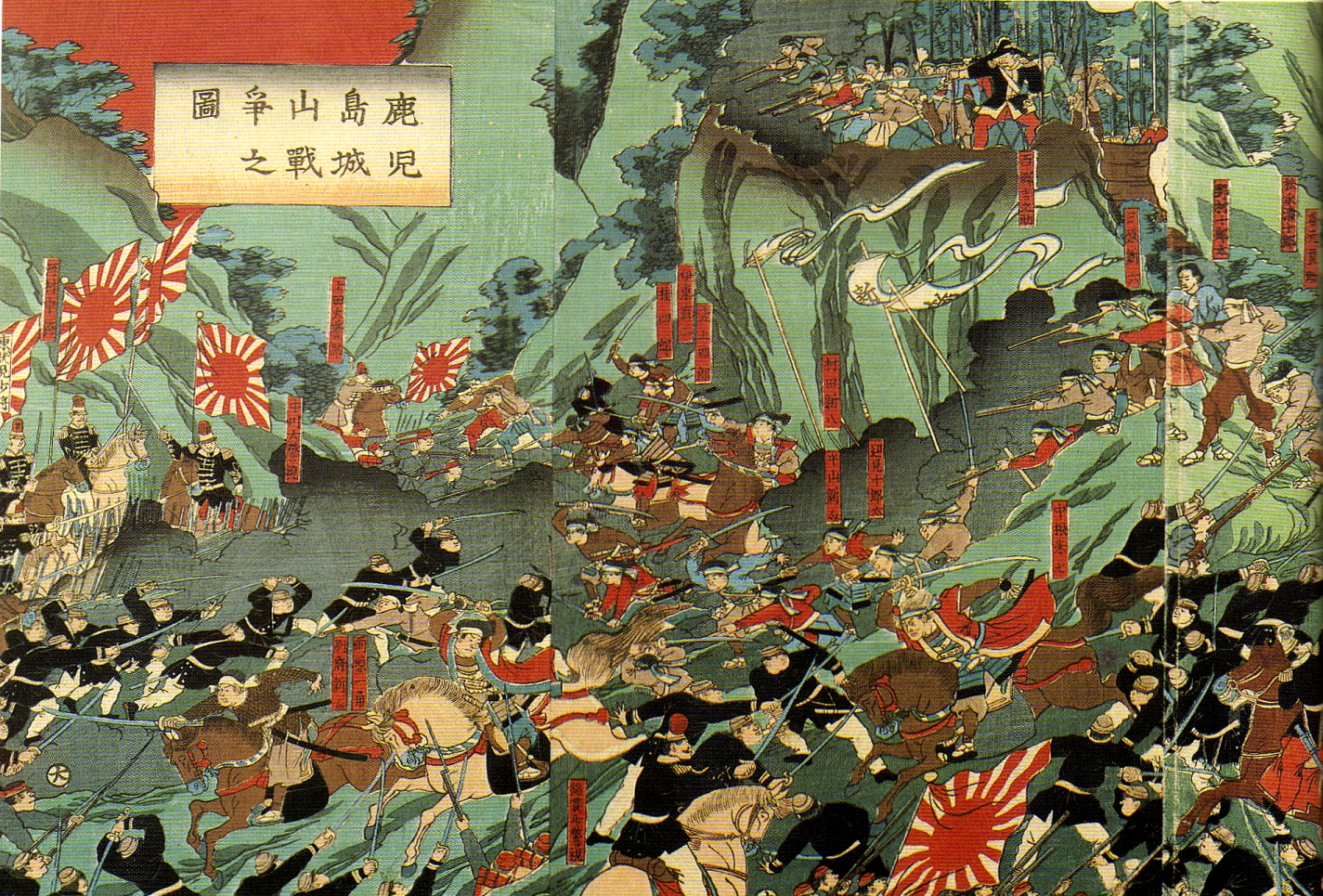
Bitva o Širojamu: v pravém horním rohu je Takamori Saigó v červeno- -černé uniformě.

Na hoře Širojama svedli Takamori Saigó a jeho zbývajících 500 věrných samurajů svoji poslední bitvu. Císařské vojsko, jemuž velel generál Aritomo Jamagata, přečíslovalo Saigóovy samuraje v poměru 60:1. Přesto strávili vojáci několik dní budováním složitého systému zákopů a zátarasů, jež měly zabránit případnému průlomu. Poté zahájilo císařské dělostřelectvo podporované děly z pěti válečných lodí kotvících v kagošimském přístavu mohutnou dělostřeleckou přípravu, která systematicky ničila povstalecké pozice. Brzy ráno 24. září 1877 zahájili císařští vojáci útok na pozice povstalců. Takamori Saigó byl během bitvy těžce raněn do boku. Není však zcela jasné, jak vlastně zemřel, neboť o tom neexistují žádné zápisy výpovědí očitých svědků. Existují však tři autentické popisy stavu jeho mrtvého těla.
Legenda praví, že jeden z jeho nejbližších, Šinsuke Beppu, se ujal role kaišakunina neboli pobočníka a pomohl Saigóovi provést rituální sebevraždu seppuku, aby ho nepřítel nemohl zajmout. Ze všech tří autentických popisů Saigóova mrtvého těla vyplývá, že tělo bylo zbaveno hlavy. Dva z nich popisují střelné zranění na boku či na stehně. Jelikož se žádný z těchto popisů nezmiňuje o žádném zranění na břiše, anebo o jakémkoli čerstvém zranění způsobeném mečem, není jisté, zda si Takamori Saigó vrazil svůj meč do břicha. V debatě na toto téma vyslovili někteří badatelé domněnku, že Saigó mohl po střelném zranění utrpět šok, díky němuž nebyl schopen mluvit. Když ho v tomto stavu viděli jeho nejbližší spolubojovníci, odsekli mu hlavu, aby dostáli představě čestné smrti válečníka, o níž věděli, že by si ji přál. Později se začala šířit legenda o seppuku, aby zůstal zachován jeho čistý štít coby opravdového samuraje.
Smrtí Takamoriho Saigóa a jeho nejvěrnějších samurajů skončilo sacumské povstání.
Není jasné, co se dělo se Saigóovou hlavou těsně po jeho smrti. Podle některých legend ji jeho sluha ukryl, avšak později ji nalezl nějaký vládní voják a hlava se dostala zpět k Saigóovu tělu. Očitý svědek, americký námořní kapitán John Capen Hubbard, viděl prý Saigóovo tělo ležet vedle těl jeho zástupců Tošiakiho Kirina a Kunimota Šinohary. Podle legendy však nebyla Saigóova hlava nikdy nalezena.

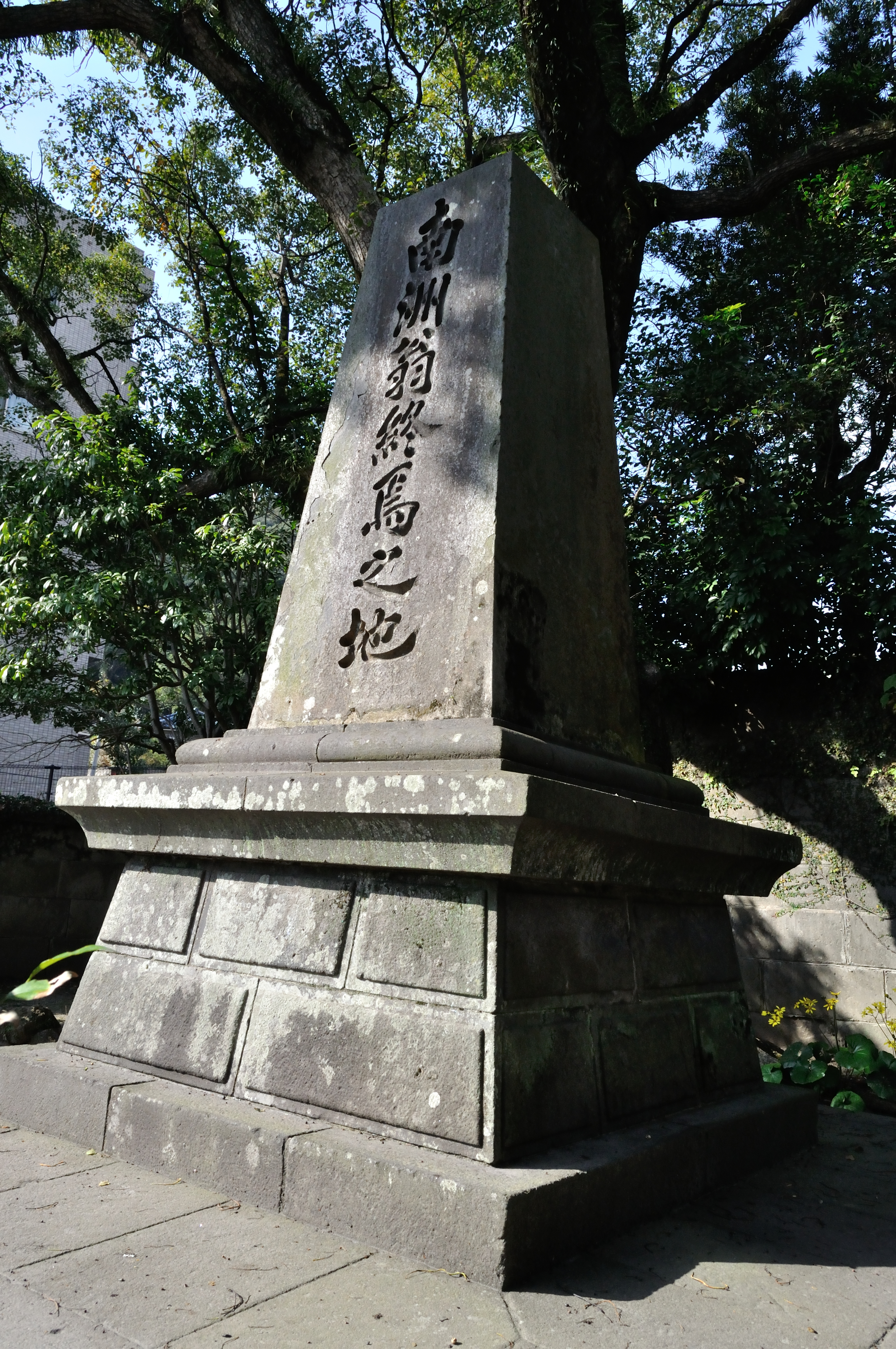
Památník na místě úmrtí Takamoriho Saigóa na hoře Širojama

## Císařská milost
Císařská vláda nedokázala překonat náklonnost, kterou běžní Japonci chovali k tomuto vzoru tradičních samurajských ctností, a proto císař udělil 22. února 1889 Takamorimu Saigóovi posmrtně milost. Japonci pak dali svému tragickému hrdinovi přezdívku „opravdový poslední samuraj“.

## V kultuře
Sacumské povstání vedené Takamorim Saigóem se stalo inspirací pro zápletku filmu Poslední samuraj (2003).